# Rivière-du-Loup Airport
Rivière-du-Loup Airport (franska: Aéroport de Rivière-du-Loup) är en flygplats i Kanada.   Den ligger i regionen Bas-Saint-Laurent och provinsen Québec, i den östra delen av landet, 500 km nordost om huvudstaden Ottawa. Rivière-du-Loup Airport ligger 126 meter över havet.
Terrängen runt Rivière-du-Loup Airport är platt. Havet är nära Rivière-du-Loup Airport åt nordväst. Närmaste större samhälle är Rivière-du-Loup, 7,6 km norr om Rivière-du-Loup Airport.
Omgivningarna runt Rivière-du-Loup Airport är en mosaik av jordbruksmark och naturlig växtlighet. Runt Rivière-du-Loup Airport är det glesbefolkat, med 19 invånare per kvadratkilometer.